# سنت-کلر، کبک
سنت-کلر (به فرانسوی: Sainte-Claire) شهری در منطقه شهری بلشاس ناحیه شودییر-آپالاش در استان کبک کانادا است. در سرشماری سال ۲۰۱۱ این شهر ۳٬۱۸۹ نفر جمعیت داشته‌است و مساحت آن ۸۸٫۶۳ کیلومتر مربع است.